# Nia Archives
Nia Archives, pseudonimo di Dehaney Nia Lishahn Hunt (Bradford, settembre 1999), è una produttrice discografica, disc jockey e cantautrice britannica.

## Biografia
Lishahn Hunt è nata a Bradford, è mezza giamaicana e si è trasferita con la famiglia a Horsforth all'età di sette anni. È stata avvicinata alla musica gospel da piccola, e si è successivamente appassionata di fotografia.
Ha mosso i suoi primi passi nel mondo musicale caricando brani su SoundCloud, prima di esordire nell'industria discografica sotto lo pseudonimo di Nia Archives col singolo Sober Feels durante la pandemia di COVID-19. Si tratta di uno degli estratti dell'EP d'esordio Headz Gone West, pubblicato nell'aprile 2021, progetto con cui si è portata a casa l'NME Award al miglior produttore del 2022.
Ha poi fatto uscire l'EP Forbidden Feelingz nel marzo 2022, contenente il singolo omonimo certificato argento dalla British Phonographic Industry. Ad esso hanno fatto seguito una serie di inediti e collaborazioni. A settembre 2022 ha vinto il suo primo AIM Independent Music Award, mentre due mesi dopo è divenuta la prima artista del genere dance a essere insignita del premio BBC Music Introducing all'artista dell'anno. Sempre a novembre è stata dichiara vincitrice nella categoria di miglior artista dance/elettronico all'edizione annuale dei MOBO Awards.
Si è guadagnata la nomination per la star in ascesa ai BRIT Awards 2023. A marzo è stato messo in commercio il terzo EP Sunrise Bang Ur Head Against tha Wall; il progetto include Baianá, anch'esso certificato argento dalla BPI per le 200 000 unità vendute, ed è finito in cima alla Official Dance Albums Chart. Il 25 maggio 2023 ha aperto con un DJ set il concerto di Beyoncé al Tottenham Hotspur Stadium nell'ambito del suo Renaissance World Tour. È stata candidata per il MOBO Award al miglior artista dance/elettronico per un secondo anno consecutivo.
Il suo primo album in studio, intitolato Silence Is Loud, è stato presentato nell'aprile 2024; accolto da recensioni perlopiù positive dalla critica, è entrato al 16º posto della Official Albums Chart ed è risultato il disco dance più acquistato della settimana in territorio britannico. A supporto dell'LP l'artista ha imbarcato dapprima l'Emotional Junglist UK Tour, e dopodiché la tournée da ventotto date Junglists World Tour. Silence Is Loud è finito in lizza per il premio Mercury; lo stesso ha inoltre reso Nia Archives una dei candidati per i riconoscimenti all'artista britannico dell'anno e miglior artista dance ai BRIT Awards 2025. Discorso simile ai premi MOBO, dove si è contesa il trofeo nelle categorie di miglior artista femminile e miglior artista dance/elettronico.

## Discografia

### Album in studio
- 2024 – Silence Is Loud

### EP
- 2021 – Headz Gone West
- 2022 – Forbidden Feelingz
- 2023 – Sunrise Bang Ur Head Against tha Wall
- 2023 – Sunrise Bang Ur Head Against tha Wall: Remixes

### Singoli
- 2020 – Sober Feels
- 2020 – Don't Kid Urself
- 2021 – Headz Gone West
- 2021 – Forbidden Feelingz
- 2021 – 18 & Over
- 2022 – Luv Like
- 2022 – Mash Up the Dance (con gli Watch the Ride)
- 2022 – Baianá
- 2022 – So Tell Me...
- 2023 – Conveniency
- 2023 – Off wiv Ya Headz
- 2023 – Bad Gyalz
- 2024 – Crowded Roomz
- 2024 – Silence Is Loud
- 2024 – Unfinished Business
- 2024 – Cash on the Table

## Tournée
- 2024 – Emotional Junglist UK Tour
- 2024/25 – Junglists World Tour